# Racata grata
Racata grata Millidge, 1995 è un ragno appartenente alla famiglia Linyphiidae.
È l'unica specie nota del genere Racata.

## Distribuzione
La specie è stata rinvenuta sull'isola di Krakatoa.

## Tassonomia
Dal 1995 non sono stati esaminati esemplari, né sono state descritte sottospecie al 2012.